# Langenstein (Austria)
Langenstein – gmina w Austrii, w kraju związkowych Górna Austria, w powiecie Perg. Według Austriackiego Urzędu Statystycznego liczyła 2466 mieszkańców (1 stycznia 2015).